# Dasharatha
En el marc de la mitologia hindú, Dasharatha és el pare del rei-déu Rama, descendent del rei Raghu, i pertanyent al clan solar, que descendia del remot rei Ikshvaku (fill de Manu), i sobirà d'Ayodhya.

## Noms sànscrit
- दशरथ, en lletra devanagari
- Daśaratha, en el sistema AITS (alfabet internacional de transliteració sànscrita).
- Dásarata, en malai
- Thotsarot, en thai
- El significat original (abans del Ramaiana) era ‘deu carros'.[1]
- Nom d'un fill de Nava-Ratha (‘nou carros').[2]
- Nom d'un ancestre del rei Dásharath.
- Un altre nom de Romapāda o Lomapāda.[3]
- Nom d'un fill de Suiashas.
- El cos humà, perquè té deu sentits que arrosseguen al carro de l'ànima.[4]

## Datació de la llegenda
El rei Dasaratha -així com tots els personatges del Ramaiana, inclòs el rei Rama- no és esmentat en el Rig-veda (el text més antic de l'Índia, de mitjan II mil·lenni aC).
La història de la seva vida es narra per primera vegada en el text èpic hinduista Ramaiana (primer i segon capítols).

## Llegenda
Dásharatha va tenir tres esposes:
- Kaushalia (amb la qual va tenir a Rama i una filla, Shanta, que més tard es casaria amb Ekashringa).
- Sumitra (amb qui va tenir a Láksmana i Shatrughna).
- Kaikeí (amb qui va tenir al famós rei Bharatá, per qui l'Índia actual es diu Bharata).

També va tenir com a fill a Idàvida.
En el Ramaiana s'expliquen quatre successos clau en la vida de Dasharatha:

### Ravana
En sentir les gestes del rei Dásharatha, el rei dimoni Ravana —que tenia deu caps i vint braços, i l'ambició dels quals era regnar sobre els «tres mons»— es va omplir d'enveja i va enviar missatgers a la cort de Dásharatha amenaçant al rei perquè li pagués tribut o enfrontés una guerra. Dásharatha va disparar una multitud de fletxes a l'aire i els va dir als missatgers que en tornar trobarien les portes de la capital de Ravana (Lanka) tancades per les seves fletxes. Quan Ravana es va sentir avergonyit per la seva derrota, les fletxes van volar soles de tornada a Aiodhia. En adonar-se que Dásharatha era superior a ell, Ravana va realitzar intenses tapes (austeritats) per obtenir el favor del déu Brahmá. Quan Brahmá se li va aparèixer, Ravana li va demanar: «Senyor! Doneu-me la benedicció de la seva gràcia: que cap fill neixi de les entranyes de Dásharatha».

### Maledicció
Dásharatha era famós per la seva habilitat de cacera a cegues, guiant-se solament pel so. Durant una de les seves expedicions, va sentir el soroll d'un elefant bevent aigua, i va disparar una potent fletxa en aquesta direcció. Però va ferir mortalment un jove que estava recollint aigua per calmar la set dels seus pares cecs. El jove Sravana portava els seus pares arreu utilitzant una balança que carregava sobre les seves espatlles. Ells eren completament dependents del jove, i Sravana estava inconsolable pel pensament que ells no tindrien ningú que els protegís. Com a últim desig li va dir al rei que li portés aigua als seus pares.
El rei va portar l'aigua, la parella la va beure sense saber que no era el fill qui la hi donava. Llavors el rei es va presentar i els va narrar l'incident. En el seu dolor, l'ancià pare va maleir al rei al fet que ell també sofrís de putra-shoka (‘fill-angoixa’, dolor per la separació del seu fill). Els dos ancians es van suïcidar, perquè no volien viure després d'haver consumit quelcom ofert per l'assassí del seu fill.

### Benedicció a la seva esposa
Dasharatha va lluitar amb els devas en una batalla contra els asures, amb la seva esposa Kaikeyi com auriga. Durant la batalla, Kaikeyi li va salvar la vida. Agraït, Dasharatha li va prometre a Kaikeyi dues benediccions que ella volgués en el futur.

### Mort de Dasharatha
Aquests incidents en la vida de Dasharatha generarien desastres en el curs futur dels esdeveniments. Després de destruir la maledicció de Ravana mitjançant la realització d'un sacrifici de cavall per tenir fills, Dasharatha va ser beneït amb quatre fills. Quan els fills van créixer, Dasharatha va decidir retirar-se i ungir a Rama, el major, com el seu príncep hereu.
Però abans que la cerimònia tingués lloc, l'ambiciosa Kaikeyi li va demanar les benediccions que ell li havia promès. Va demanar que com a primera benedicció, nomenés rei al seu fill Bharata en lloc de Rama, i com a segona benedicció li va demanar que Rama hagués d'exiliar-se d'Ayodhya durant 14 anys.
El rei va haver d'accedir, ja que el dharma d'un kxatriya (guerrer hinduista) li ordena complir amb la seva paraula. L'entristit Dasharatha va morir de tristesa per la separació del seu fill. Així va complir la maledicció del pare de Sravana.